# Кандік
Кандік (Kandik) — князь (каган) псевдо-аварських племен, що мешкали на теренах сучасної України, між 554 і 559 роками.
Також був князем східних гунно-болгар, яких він завоював, і які також були відомі як кутрігури.
Він вивів свій народ з-під влади середньо-азійських тюрків і підійшов до володінь князя Сародіуса (на теренах сучасної України), де став союзником з Візантією в 557 році. Аланський князь Сародіус виступав на дипломатичних переговорах, як посередник між псевдо-аварськими кочовиками на чолі з каганом Кандіком та Візантійським імператором Юстиніаном I в 557 р. Дипломатична допомога Сародіуса сприяла тому, що привела до угоди між тюрками та імператором Морісом в 598 року, щоби підтримати правителя племені утигурів Санділа.
Після нього 559 року зійшов на престол болгарський хан Заберхан.